# Le Tumulte
Pour les articles homonymes, voir Toys in the Attic.
Pour plus de détails, voir Fiche technique et Distribution.
Le Tumulte (Toys in the Attic) est un film américain réalisé par George Roy Hill, sorti en 1963.

## Synopsis
Après avoir reçu un coup de téléphone pour le moins déroutant d'une jeune femme, Julian Berniers revient habiter avec sa femme à la Nouvelle-Orléans après avoir vécu plusieurs années de déboires professionnelles à Chicago. Cette mystérieuse jeune femme lui a demandé de la rejoindre dans un hôtel.

## Fiche technique
- Titre original : Toys in the Attic
- Titre français : Le Tumulte
- Réalisation : George Roy Hill
- Scénario : James Poe d'après la pièce de Lillian Hellman
- Production : Walter Mirisch
- Musique : George Duning
- Photographie : Joseph F. Biroc
- Directeur artistique : Cary Odell
- Décors de plateau : Victor A. Gangelin
- Costumes : Bill Thomas
- Montage : Stuart Gilmore
- Pays d'origine : États-Unis
- Format : Noir et blanc - 2,35:1 - Mono
- Genre : Drame
- Durée : 90 minutes
- Date de sortie : 1963

## Distribution
- Dean Martin : Julian Berniers
- Geraldine Page : Carrie Berniers
- Yvette Mimieux : Lily Prine Berniers
- Wendy Hiller : Anna Berniers
- Gene Tierney : Albertine Prine
- Nan Martin : Charlotte Warkins
- Larry Gates : Cyrus Warkins
- Frank Silvera : Henry Simpson
- Charles Lampkin : Gus

## Distinctions

### Nominations
- Golden Globes 1964 :
  - Meilleure actrice dans un film dramatique pour Geraldine Page
  - Meilleure actrice dans un second rôle pour Wendy Hiller

- Oscar 1964 :
  - Meilleurs costumes - Noir et blanc pour Bill Thomas